# Freimersheim (Pfalz)
Freimersheim település Németországban, Rajna-vidék-Pfalz tartományban. Lakosainak száma 1011 fő (2023. december 31.).

## Népesség
A település népességének változása:
| Lakosok száma | 694  | 965  | 961  | 996  | 1017 | 1011 |
|               | 1975 | 2017 | 2019 | 2021 | 2022 | 2023 |